# Aleuroclava lanceolata
Aleuroclava lanceolata es un hemíptero de la familia Aleyrodidae, con una subfamilia: Aleyrodinae. Fue descrita científicamente en 1949 por Takahashi.